# قاعدة المتسلسلة المعكوسة
في التحليل الرياضي, قاعدة السلسلة المعكوسة هي طريقة للتكامل لتابع تعتمد على تخمين تكامل هذا التابع, ومن ثم مفاضلته باستعمال قاعدة السلسلة. تعتبر هذه الطريقة حالة خاصة من التكامل بالاستبدال.